# Musée haut, musée bas (film)
Pour l’article homonyme, voir Musée haut, musée bas.
Pour plus de détails, voir Fiche technique et Distribution.
Musée haut, musée bas est un film français réalisé par Jean-Michel Ribes en 2007, sorti le 19 novembre 2008. Il est adapté de sa pièce de théâtre du même nom  (2004).

## Synopsis
Le musée vu comme un microcosme : c'est à la fois un théâtre, avec sa scène et ses coulisses, et une fourmilière avec sa reine (le conservateur), ses soldats (les gardiens), ses ouvrières (les manutentionnaires) et ses pucerons (les visiteurs).

## Fiche technique
- Titre original : Musée haut musée bas
- Réalisateur : Jean Michel Ribes
- Scénario : Jean-Michel Ribes, d'après sa pièce
- Dialogues : Jean-Michel Ribes
- Premier assistant réalisateur : Hubert Engammare
- Musique : Reinhardt Wagner
- Production : Dominique Besnehard, Gilles Legrand
- Société de production : Epithète Films, en association avec Cinémage 2
- Pays d'origine :  France
- Durée : 93 minutes[1]
- Genre : comédie
- Dates de sortie :
  - France : 19 novembre 2008
  - Belgique : 26 novembre 2008

## Distribution
- Michel Blanc : M. Mosk, le conservateur, phobique de la nature
- Julie Ferrier : la guide « perspective »
- Gérard Jugnot : Roland Province
- Isabelle Carré : Carole Province, tout le temps joyeuse
- Pierre Arditi : Henri Province, le mari de Carole
- Chantal Neuwirth : Anne Province, la femme de Roland
- Laurent Gamelon : Lionel
- Philippe Khorsand : Frilon, l'administrateur
- Daniel Prévost : Maurice Bagnole, à la recherche de la place de parking
- Annie Grégorio : Fernande, la femme de Maurice, anti-Picasso / La Vierge espagnole
- Milan Mauger : Jules Bagnole
- Judith Chemla : Rosine Bagnole
- Catherine Beau : la deuxième sœur Bagnole
- Dominique Pinon : Simon
- Valérie Lemercier : Valérie
- Josiane Balasko : Andrea, la mère habillée en Chanel
- Micha Lescot : José, le fils d'Andrea
- Victoria Abril : Clara
- Patrick Ligardes : le mari de Clara
- Urbain Cancelier : Bernard Le Gréco
- Sophie Artur : Sabine Le Gréco
- André Dussollier : le ministre
- Fabrice Luchini : un gardien du musée André Malraux
- Samir Guesmi : un gardien du musée André Malraux
- Christian Pereira : un gardien du musée André Malraux
- Christian Hecq : un gardien du musée André Malraux
- Yolande Moreau : Madame Stenthels, responsable des arts africains
- Évelyne Bouix : Nina Paulin
- Simon Abkarian : Gilles Paulin, l'homme à la canne de l'œuvre Karl Paulin
- Muriel Robin : la dame à la recherche de Kandinsky
- Valérie Mairesse : Thérèse
- François Morel : Hervé Parking
- Micheline Presle : Liliane
- Guillaume Gallienne : Max
- Michèle Garcia : l'amie de Max
- Eva Darlan : la guide du happening Family Art
- Raphaëline Goupilleau : Christine, une visiteuse du happening Family Art
- Géraldine Martineau : une spectatrice au happening Family Art (femme en haut vert et robe à pois)
- François-Xavier Demaison : le responsable de l'accueil
- Jean-Damien Barbin : Sulki
- Xavier Gallais : Sulku
- Loïc Corbery : Luc, l'employé qui chute régulièrement
- Tonie Marshall : Laurence
- Pierre Lescure : Christian
- Alexie Ribes : Camille, la jeune de l'œuvre Karl Paulin
- Samuel Theis : le critique de l'œuvre Karl Paulin
- Alexis Maah : le jeune immigré africain
- Alfredo Arias : le Sud-Américain à l'exposition Perdelli
- Aurélia Petit : la guide de l'œuvre Karl Paulin
- Karina Beuthe : la guide hollandaise
- Dominique Besnehard : un homme urinant
- Jean-Michel Ribes : un homme urinant (puis assis dans le musée)
- Farida Rahouadj : Rosette
- Franck de la Personne : Rochebouet
- Grégory Gadebois : Georges Paulin
- Saïda Jawad : la maîtresse
- Hélène Babu : la vierge de Lourdes
- Jean-Marc Stehlé : critique avec la famille Paulin
- John Arnold : le gardien dans la salle Karl Paulin
- Lionel Lingelser : Jean
- Louis-Do De Lencquesaing : Jocelyn Paulin
- Marilu Marini : Giovanna Perdelli
- Patrick Haudecœur : le guide du groupe Paul Gauguin
- Yves Pignot : le gardien du grand hall
- Sebastian Barrio : un gardien
- Stéphanie Bataille : l'hôtesse Corinne
- Valérie Tréjean : une femme au musée Malraux
- Emeline Bayart : Gisèle Paulin
- Yvon Petit : l'employé de la plastification
- Patrick Robine
- Isabelle Spade
- Éric Verdin
- Florence Viala
- Bastien Chevrot : un élève de la Source (collégien)
- Christophe Girard : lui-même

## Autour du film
- C'est le dernier rôle au cinéma de Philippe Khorsand, décédé peu de temps après le tournage. Le film lui est dédié (la dédicace apparaît juste avant le générique de fin).
- Saïda Jawad, ancienne compagne de Gérard Jugnot, apparaît pour la première fois au cinéma.
- Plusieurs musées parisiens ont servi de lieu de tournage pour constituer ce musée fictif "MHMB"[2] :
  - la Cité de l'architecture et du patrimoine
  - le Musée national des arts asiatiques - Guimet
  - le Petit Palais
  - l'École nationale supérieure des beaux-arts
  - le Musée du Louvre (salle des Caryatides)
  - la Cité de la musique

## Accueil

### Box-office
- 486 660 entrées en France